# Кинзебулатовское нефтяное месторождение
Кинзебулатовское нефтяное месторождение открыто и введено в разработку в 1943 году у д. Кинзебулатово вблизи города Ишимбая БАССР. Расположено в центральной части Бельской депрессии. Приурочено к резковыраженной антиклинальной складке почти меридионального простирания (Карлинско-Кинзебулатовской зоне брахиантиклинальных складок). Размеры структуры 6,0х1,2 км. Месторождение обладает рядом специфических особенностей строения, отличающих его от всех ранее открытых на востоке страны. Среди открывателей месторождения — Андрей Алексеевич Трофимук, получивший, за открытие Кинзебулатовского месторождения звание Героя Социалистического Труда, одним из первых среди геологов. Указ Президиума Верховного Совета СССР вышел 24 января 1944 года в «Правде».
Это месторождение, по строению подобное Карлинскому, было более крупным по размерам и запасам, с начальным дебитом нефти 130 т/сут., дав самый мощный фонтан нефти за всю историю нефтяной промышленности Башкирии. Со временем дебиты скважин достигали 85 тонн в сутки, а годовая добыча — 200—300 тысяч тонн.
За счёт эксплуатации Кинзебулатовского месторождения удалось не только приостановить падение добычи нефти в Макаровском районе, но и значительно поднять уровень её добычи в 1944 году.
Открытие Кинзебулатовского нефтяного месторождения в Макаровском районе и девонской нефти в Туймазах резко изменило общую ситуацию с добычей нефти в Башкирии.
Всего за годы Великой Отечественной войны на территории Башкирии было открыто 8 новых нефтяных месторождений, из которых наиболее выдающимися оказались Кинзебулатовское и, особенно, девонская нефтяная залежь в Туймазах.
Это обеспечивалось расширением и рациональным размещением геологопоисковых и разведочных работ, многократным увеличением объемов строительства скважин, резким повышением скоростей бурения, совершенствованием техники и технологии добычи нефти и разработки нефтяных месторождений.
Сейчас месторождение выработано.
5 июля 2012 года в Управлении по недропользованию по Республике Башкортостан (Башнедра) планировался аукцион на право пользования недрами Кинзебулатовского (Кинзебулатовское месторождение) и Салиховского (Салиховское месторождение) участков в Республике Башкортостан c целью разведки и добычи углеводородного сырья, который не состоялся из-за отсутствия покупателей.